# 妙雲寺 (水戸市)
妙雲寺（みょううんじ）は、茨城県水戸市にある日蓮宗の寺院。

## 歴史
1596年（慶長元年）、日道によって開山された。1678年（延宝6年）に現在地に移転した。
江戸時代後期、水戸藩の藩主徳川斉昭の廃仏棄釈政策により、梵鐘の供出を命じられたが、拒否したため一時廃寺となり、境内の大半が武田耕雲斎の邸宅となった。当寺には耕雲斎の墓がある。

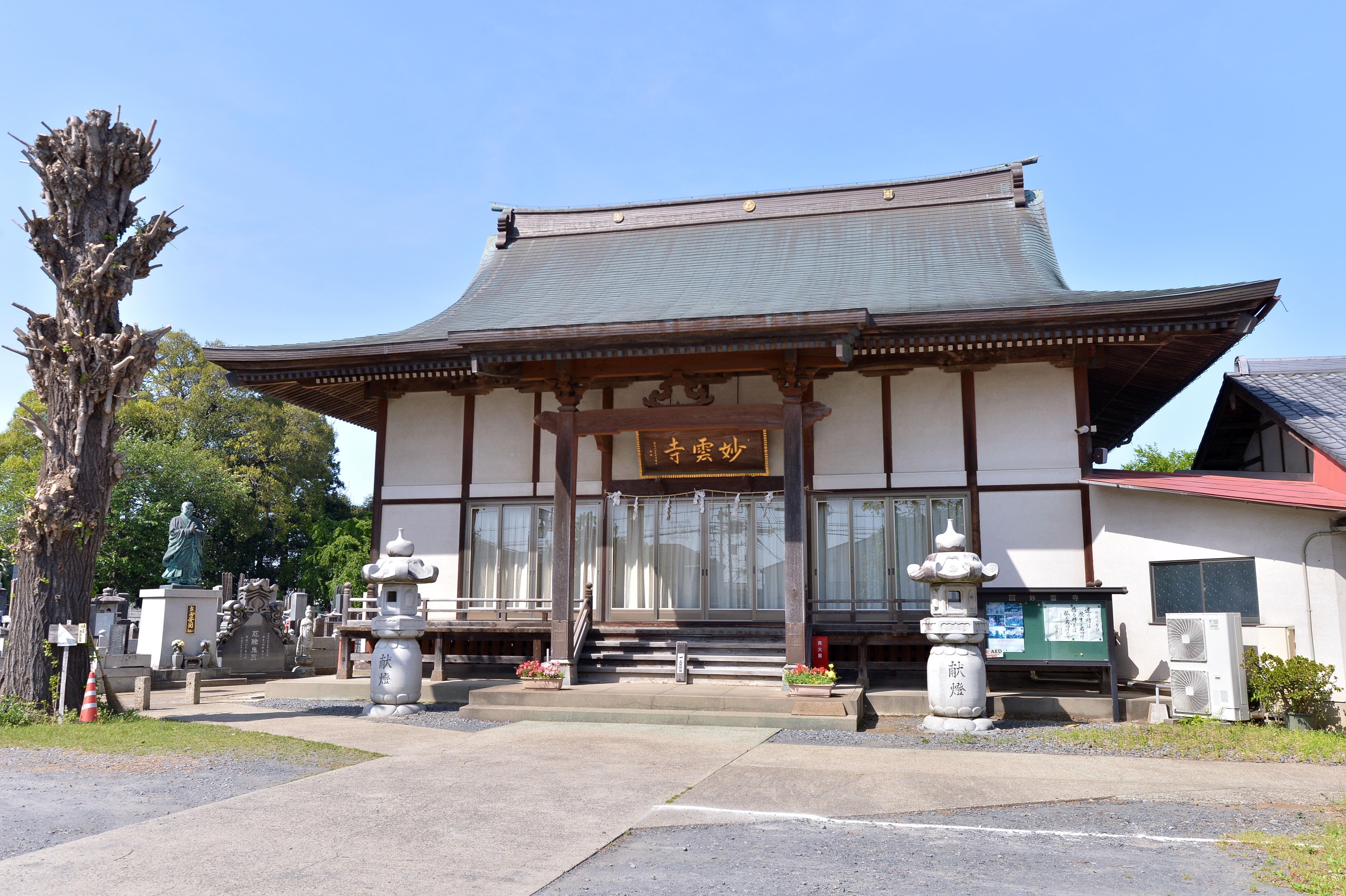
本堂
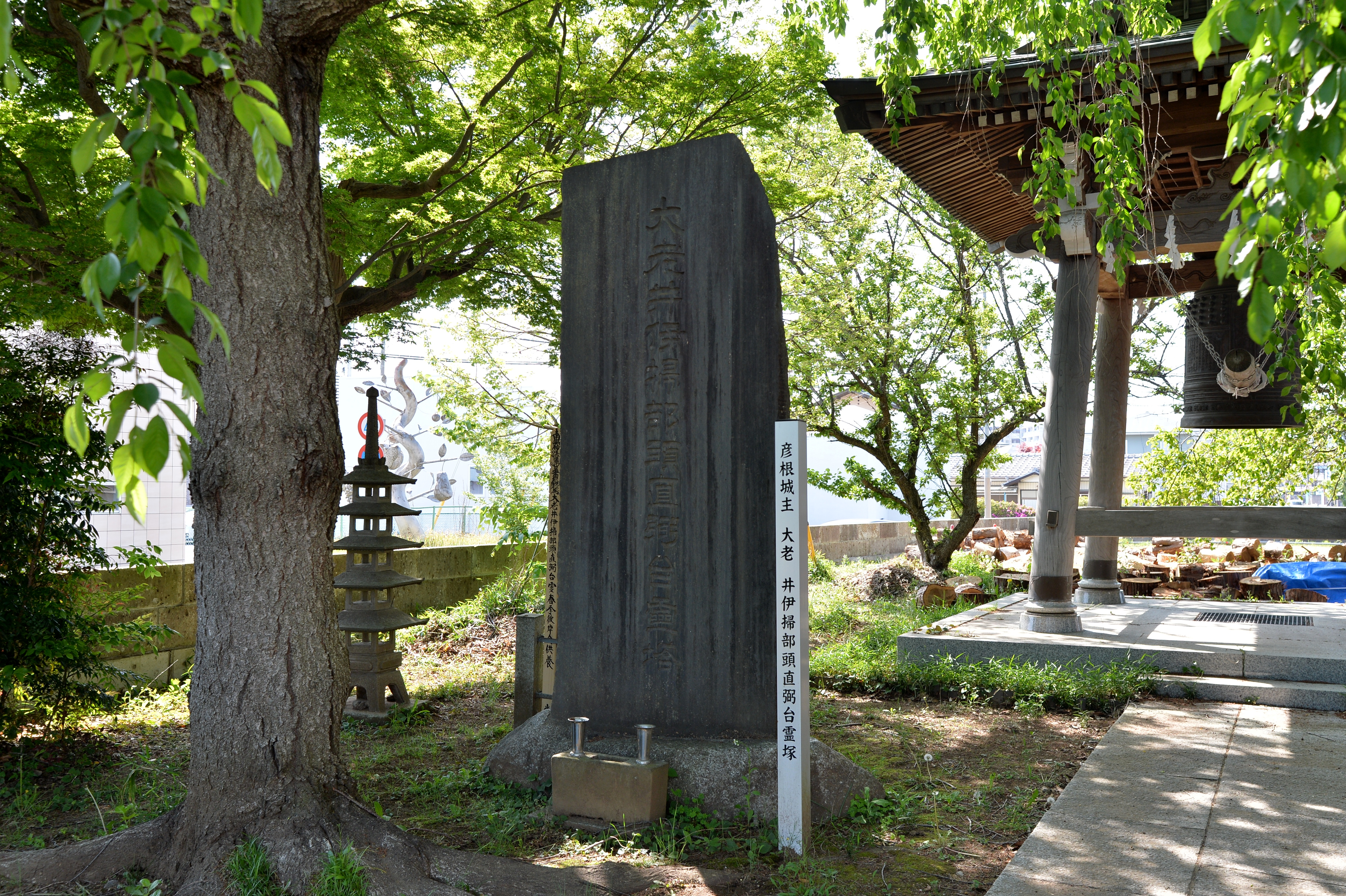
井伊掃部頭直弼台霊塚
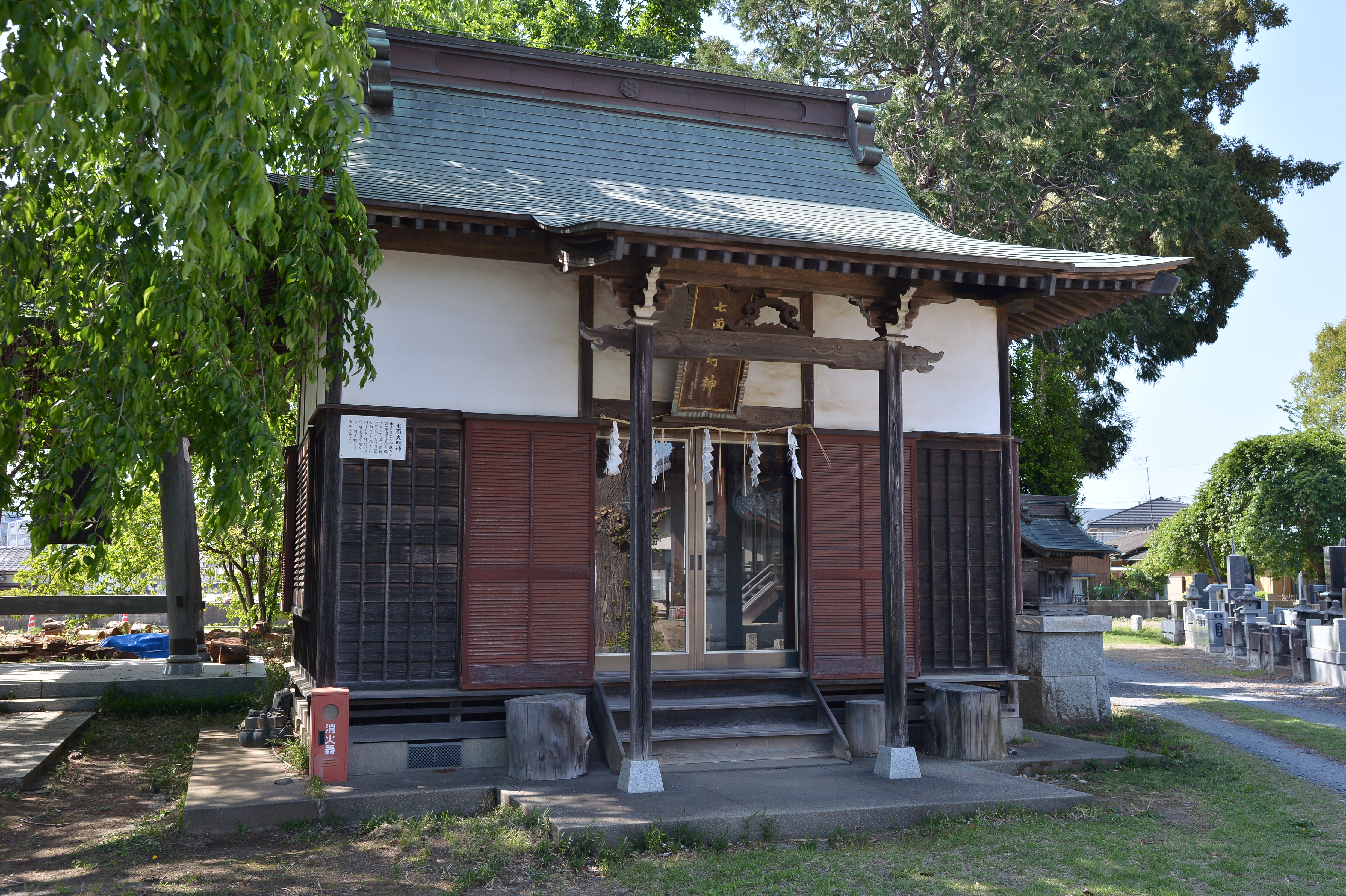
七面大明神
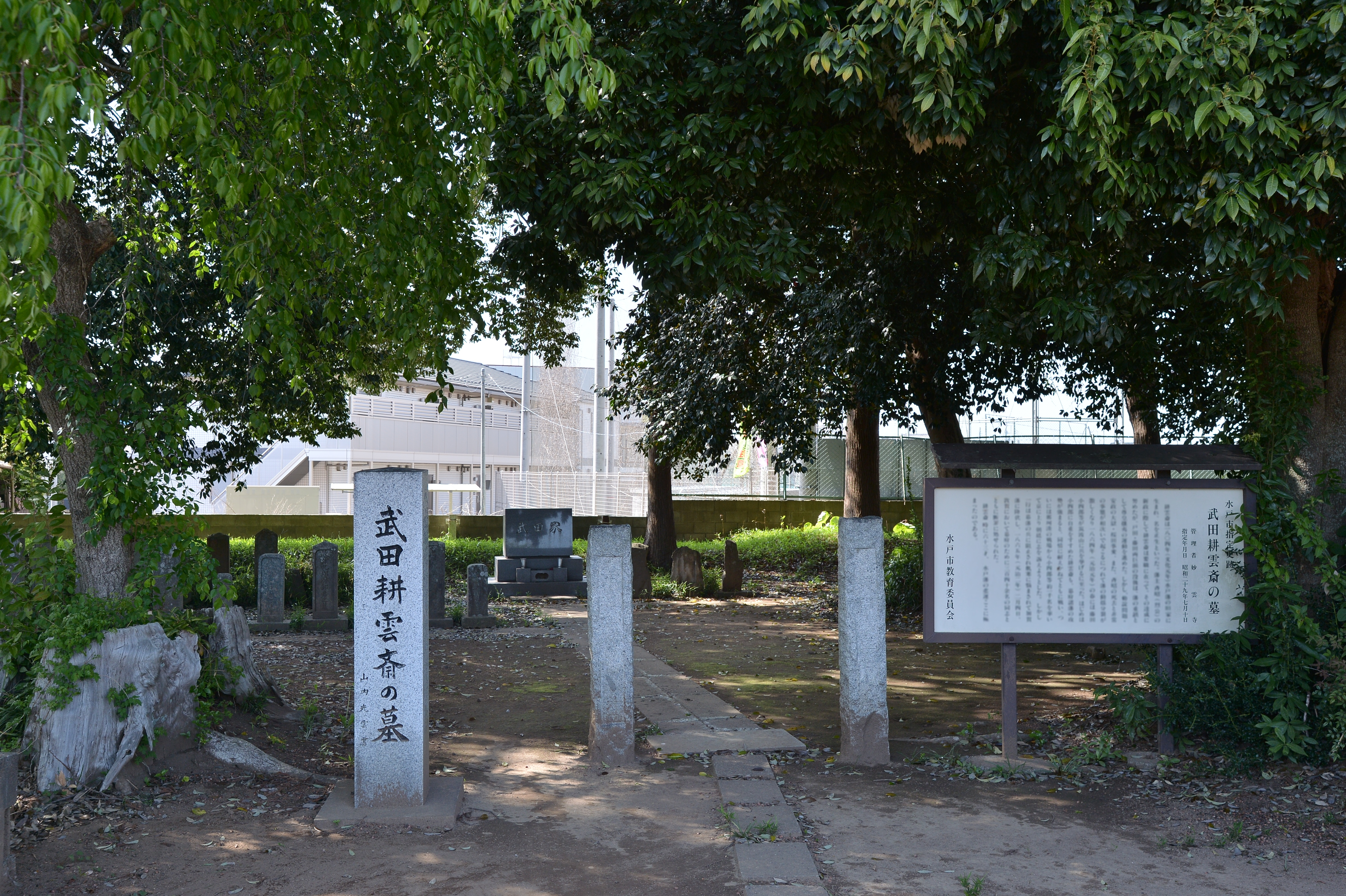
武田耕雲斎の墓

## 井伊直弼首級埋葬伝説
当寺には、井伊直弼の首を葬ったとされる「井伊掃部守直弼台霊塔」がある。伝説によれば、事件後に[[木松之介は直弼の首を持って、直弼によって蟄居させられた斉昭に届けた。斉昭は丁重に葬るように指示し、広木家の菩提寺だった当寺に葬ったのだという。

## 交通アクセス
- 路線バス妙雲寺停留所より徒歩1分。